# (He's Got) The Look
(He's Got) The Look is een single van Vanessa L. Williams, afkomstig van haar debuutalbum The Right Stuff (1988). De single hebaalde de tiende positie in de Hot R&B/Hip-Hop Songs. Amir Bayyan schreef en produceerde het nummer.

## Nummers
Amerikaanse versie
1. A-kant: (He's Got) The Look – 4:20
2. B-kant: The Right Stuff (Rex's Mix, LA Style) – 4:32

Cd-single
1. (He's Got) The Look (Dance Version) – 6:38
2. (He's Got) The Look (Dub Version) – 5:26
3. The Right Stuff (Rex's Mix - LA Style) – 4:32

12"-single
1. A1: (He's Got) The Look (Radio Version) – 4:20
2. A2: (He's Got) The Look (Dance Version) – 6:38
3. B1: (He's Got) The Look (Dub Version) – 5:26
4. B2: (He's Got) The Look (Album Version) – 5:07

## Hitlijsten
| Hitlijst (1988)      | Hoogste positie |
| -------------------- | --------------- |
| US R&B/Hip-Hop Songs | 10              |